# 松本寿里
松本寿里（まつもとじゅり、7月17日-）は、東京都出身のファッションモデル。学芸員、ラッピングコーディネーター、色彩検定など。

## 雑誌
- 「ELLE girl」ハースト婦人画報社
- 「anan」マガジンハウス
- 「25ウエディング」ハースト婦人画報社
- 「ar」主婦と友社
- 「Hyakunichiso」百日草

## TVCM
- 全日本空輸（WEB）
- NEC（VP）
- 花王「レイシャス」（VP）
- 花王「エスト」（VP）
- スカパーJsat（VP）
- 徳永英明「あなたしか見えなかった」（PV）

## スチール広告
- さがみ（カタログ）
- ナプラ（カタログ）